# Parafia Wniebowzięcia Najświętszej Maryi Panny w Budsławiu
Parafia Wniebowzięcia Najświętszej Maryi Panny w Budsławiu – rzymskokatolicka parafia znajdująca się w archidiecezji mińsko-mohylewskiej, w dekanacie miadziolskim, na Białorusi. Opiekę duszpasterską nad parafią sprawują bernardyni.

## Historia
Od 1504 w Budsławiu istniał klasztor bernardyński, znany z cudownego obrazu Matki Bożej Budsławskiej. 9 grudnia 1787 erygowana została parafia Wniebowzięcia Najświętszej Maryi Panny w Budsławiu. Do kasaty zakonu przez władze carskie w 1858 była ona prowadzona przez bernardynów.
Przed II wojną światową parafia należała do dekanatu wilejskiego archidiecezji wileńskiej.
W 1939 komuniści zamknęli świątynię w Budsławiu. Została ona zwrócona po upadku Związku Sowieckiego. W 1998 Budsław ogłoszono Narodowym Sanktuarium Białorusi.